# Проєкційна формула Ньюмена
Проєкці́йна фо́рмула Нью́мена, проє́кція Нью́мена (англ. Newman (projection) formula) — спосіб зображення тривимірних структур конформерів на площині у напрямкові одного зв'язку, що використовується для виділення двогранних кутів між замісниками. У проєкції Ньюмена молекулу конформера розглядають вздовж зв'язку C–C: три лінії, що розходяться під кутом 120° від центра кола, позначають ближчі до спостерігача зв'язки, а лінії, котрі торкаються ззовні кола — зв'язки віддаленого атома C, які можуть бути з'єднані не лише з атомами H, але також із замісниками. Кут між лініями зв'язків перед колом і за колом відповідає кутові кручення (торсійний кут) і може позначатись на проєкції Ньюмена.